# Semana de Vacunación en las Américas
La Semana de Vacunación en las Américas es un evento anual que se celebra durante la última semana de abril desde 2003, fue proclamada por Organización Panamericana de la Salud en 2002.

## Proclamación
La Semana de Vacunación en las Américas (VWA) fue propuesta en 2002 por los ministros de salud de la Región Andina, como respuesta a un brote de sarampión en Venezuela y Colombia. El 22 de septiembre de 2003, el Consejo Directivo de la Organización Panamericana de la Salud (OPS) aceptó formalmente la propuesta.  Los objetivos principales incluyen promover la equidad y el acceso a la inmunización en América, particularmente en poblaciones marginadas y vulnerables con acceso limitado a los servicios de salud, como comunidades indígenas, zonas rurales o fronterizas, y municipios con baja cobertura de vacunación.

## Celebración
La campaña se celebra durante la última semana de abril de cada año. La fecha fue elegida para coincidir con las campañas de inmunización, subrayando la importancia de las vacunas como una herramienta esencial de salud pública. La primera Semana de Vacunación en las Américas se llevó a cabo en 2003, y desde entonces ha servido como plataforma para campañas de vacunación a gran escala, la introducción de nuevas vacunas, y la promoción de la movilización social. En 2012, la OPS se unió a otras regiones de la Organización Mundial de la Salud (OMS) para lanzar la Semana Mundial de la Inmunización. Durante esta semana se realizan jornadas de vacunación masivas, eventos de comunicación pública y se integran otras medidas de promoción de la salud, como la distribución de suplementos nutricionales o el monitoreo de la salud infantil.

## Temas
Historia y materiales de la Semana de Vacunación en las Américas
- 2003-2007: Sin temas
- 2008: Unidos por la salud[6]
- 2009: Un asunto de familia[7]
- 2010: Llegando a todos[8]
- 2011: Vacuna a tu familia, protege a tu comunidad[9]
- 2012: Por ti, por mí, por todos. Vacúnate
- 2013: Vacunación: una responsabilidad compartida.
- 2014: Vacunación: Tu mejor jugada
- 2015: Vacunación: Refuerza tu poder
- 2016: Vamos por el oro. Vacúnate
- 2017: #Vacúnate para celebrar un futuro más saludable
- 2018: ¡Refuerza tus defensas! #Vacúnate #LasVacunasFuncionan
- 2019: Protege tu comunidad. Haz tu parte. #Vacúnate
- 2020: Ama. Confía. Protege. #Vacúnate
- 2021: Las vacunas nos acercan
- 2022: ¿Estás protegido? Ponte todas tus vacunas
- 2023: Ponte al día. #CadaVacunaCuenta[10]
- 2024: Actúa ahora para proteger tu futuro[11]